# Jan Josef Liefers
Jan Josef Liefers (Dresda, 8 agosto 1964) è un attore, cantante e musicista tedesco.

## Biografia
Figlio del regista Karlheinz Liefers e dell'attrice Brigitte Liefers-Wähner, è diventato noto per aver interpretato uno dei personaggi ricorrenti della serie poliziesca Tatort, il professor Dr. Karl Friedrich Boerne, direttore dell'Istituto di medicina legale dell'Università di Münster, amante delle auto di lusso, che guida in modo spericolato finendo quindi per distruggerle puntualmente tutte.
Nei primi anni di carriera ha lavorato soprattutto in teatro, per poi apparire in televisione e al cinema. La pellicola più importante a cui ha preso parte è La banda Baader Meinhof.
Nel 1999 ha inciso il suo singolo d'esordio; tre anni dopo è uscito il suo primo album. Cantante tuttora in attività, Liefers propone un repertorio prettamente pop, con brani in tedesco e in inglese.
Nel 2007 ha percorso con la sua moto buona parte del Sudamerica partendo da Quito: avrebbe dovuto raggiungere la Patagonia, ma in Perù si è fatto male dovendo evitare di travolgere un bambino che gli si era parato davanti. Le tappe realizzate sono state inserite nel documentario 70 ° West - Entscheidung in Peru, trasmesso sul canale televisivo tedesco DMAX.

## Vita privata
Residente a Berlino, ha sposato in seconde nozze la cantante connazionale Anna Loos - con la quale ha messo al mondo due figlie - dopo aver divorziato da un'attrice russa, madre della sua primogenita. Liefers ha anche un figlio maschio, nato da una breve relazione.

## Filmografia parziale

### Cinema
- Die Besteigung des Chimborazo, regia di Rainer Simon (1989)
- Der Fall Ö., regia di Rainer Simon (1991)
- Charlie & Louise - Das doppelte Lottchen, regia di Joseph Vilsmaier (1994)
- Rossini (Rossini - oder die mörderische Frage, wer mit wem schlief), regia di Helmut Dietl (1997)
- Knockin' on Heaven's Door, regia di Thomas Jahn (1997)
- Bis zum Ellenbogen, regia di Justus von Dohnányi (2007)
- Io e Max Minsky (Max Minsky und ich), regia di Anna Justice (2007)
- La banda Baader Meinhof (Der Baader Meinhof Komplex), regia di Uli Edel (2008)
- Mann tut was Mann kann, regia di Marc Rothemund (2012)
- Honig im Kopf, regia di Til Schweiger (2014)
- Desaster, regia di Justus von Dohnányi (2015)
- Die Blumen von gestern, regia di Chris Kraus (2016)
- Vier gegen die Bank, regia di Wolfgang Petersen (2016)

### Televisione
- Tatort – serie TV, 44 episodi (2002-2023)
- Il barone di Münchhausen (Baron Münchhausen), regia di Andreas Linke – miniserie TV (2012)

## Discografia

### Singoli
- 1999: Jack’s Baby
- 2002: Don't Let Go
- 2014: Do They Know It’s Christmas?

### Album
- 2002: Oblivion
- 2014: Radio Doria
- 2017: Radio Doria: 2 Seiten

### Compilation
- 2013: Ein Halleluja – Jan Josef Liefers & Oblivion